# Hong Kong Open 2018 - Qualificazioni singolare
Le qualificazioni del singolare femminile dell'Hong Kong Open 2018 sono state un torneo di tennis preliminare per accedere alla fase finale della manifestazione. Le vincitrici dell'ultimo turno sono entrate di diritto nel tabellone principale. In caso di ritiro di una o più giocatrici aventi diritto a queste sono subentrati le lucky loser, ossia le giocatrici che hanno perso nell'ultimo turno ma che avevano una classifica più alta rispetto alle altre partecipanti che avevano comunque perso nel turno finale.

## Teste di serie
1. Heather Watson (primo turno)
2. Ons Jabeur (qualificata)
3. Julia Glushko (ultimo turno, lucky loser)
4. Nao Hibino (qualificata)
5. Fanny Stollár (qualificata)
6. Caroline Dolehide (ultimo turno, lucky loser)

1. Sabina Sharipova (qualificata)
2. Claire Liu (primo turno)
3. Laura Siegemund (ultimo turno)
4. Viktoriya Tomova (ultimo turno, lucky loser)
5. Tereza Mrdeža (primo turno)
6. Bibiane Schoofs (qualificata)

## Qualificate
1. Sabina Sharipova
2. Ons Jabeur
3. Bibiane Schoofs

1. Nao Hibino
2. Fanny Stollár
3. Lesley Kerkhove

### Lucky loser
1. Viktoriya Tomova
2. Julia Glushko

1. Caroline Dolehide

## Tabellone

### Legenda
| - Q = Qualificato - WC = Wild card - LL = Lucky loser | - ALT = Alternate - SE = Special Exempt - PR = Protected Ranking | - w/o = Walkover - r = Ritirato - d = Squalificato |

### Sezione 1
|  | Primo turno | Primo turno      | Primo turno      | Primo turno | Primo turno |  |  | Ultimo turno | Ultimo turno     | Ultimo turno     | Ultimo turno | Ultimo turno |  |
|  |             |                  |                  |             |             |  |  |              |                  |                  |              |              |  |
|  | 1           | Heather Watson   | 3                | 6           | 3           |  |  |              |                  |                  |              |              |  |
|  |             | Lu Jiajing       | 6                | 3           | 6           |  |  |              | Lu Jiajing       | Lu Jiajing       | 3            | 1            |  |
|  |             | Marina Melnikova | Marina Melnikova | 3           | 4           |  |  | 7            | Sabina Sharipova | Sabina Sharipova | 6            | 6            |  |
|  | 7           | Sabina Sharipova | Sabina Sharipova | 6           | 6           |  |  |              |                  |                  |              |              |  |

### Sezione 2
|  | Primo turno | Primo turno      | Primo turno      | Primo turno | Primo turno |  |  | Ultimo turno | Ultimo turno     | Ultimo turno     | Ultimo turno | Ultimo turno |  |
|  |             |                  |                  |             |             |  |  |              |                  |                  |              |              |  |
|  | 2           | Ons Jabeur       | Ons Jabeur       | 6           | 6           |  |  |              |                  |                  |              |              |  |
|  |             | Lizette Cabrera  | Lizette Cabrera  | 4           | 4           |  |  | 2            | Ons Jabeur       | Ons Jabeur       | 6            | 6            |  |
|  |             | Mayo Hibi        | Mayo Hibi        | 2           | 4           |  |  | 10           | Viktoriya Tomova | Viktoriya Tomova | 2            | 1            |  |
|  | 10          | Viktoriya Tomova | Viktoriya Tomova | 6           | 6           |  |  |              |                  |                  |              |              |  |

### Sezione 3
|  | Primo turno | Primo turno       | Primo turno       | Primo turno | Primo turno |  |  | Ultimo turno | Ultimo turno    | Ultimo turno    | Ultimo turno | Ultimo turno |  |
|  |             |                   |                   |             |             |  |  |              |                 |                 |              |              |  |
|  | 3           | Julia Glushko     | Julia Glushko     | 6           | 6           |  |  |              |                 |                 |              |              |  |
|  | WC          | Wong Hong Yi Cody | Wong Hong Yi Cody | 3           | 1           |  |  | 3            | Julia Glushko   | Julia Glushko   | 4            | 4            |  |
|  | WC          | Ng Man-ying       | Ng Man-ying       | 1           | 2           |  |  | 12           | Bibiane Schoofs | Bibiane Schoofs | 6            | 6            |  |
|  | 12          | Bibiane Schoofs   | Bibiane Schoofs   | 6           | 6           |  |  |              |                 |                 |              |              |  |

### Sezione 4
|  | Primo turno | Primo turno   | Primo turno   | Primo turno | Primo turno |  |  | Ultimo turno | Ultimo turno | Ultimo turno | Ultimo turno | Ultimo turno |  |
|  |             |               |               |             |             |  |  |              |              |              |              |              |  |
|  | 4           | Nao Hibino    | Nao Hibino    | 6           | 6           |  |  |              |              |              |              |              |  |
|  |             | Ayano Shimizu | Ayano Shimizu | 4           | 1           |  |  | 4            | Nao Hibino   | Nao Hibino   | 6            | 6            |  |
|  |             | Carol Zhao    | 6             | 2           | 6           |  |  |              | Carol Zhao   | Carol Zhao   | 0            | 0            |  |
|  | 11          | Tereza Mrdeža | 2             | 6           | 1           |  |  |              |              |              |              |              |  |

### Sezione 5
|  | Primo turno | Primo turno        | Primo turno        | Primo turno | Primo turno |  |  | Ultimo turno | Ultimo turno    | Ultimo turno    | Ultimo turno | Ultimo turno |  |
|  |             |                    |                    |             |             |  |  |              |                 |                 |              |              |  |
|  | 5           | Fanny Stollár      | Fanny Stollár      | 6           | 6           |  |  |              |                 |                 |              |              |  |
|  | WC          | Ng Kwan-yau        | Ng Kwan-yau        | 0           | 2           |  |  | 5            | Fanny Stollár   | Fanny Stollár   | 6            | 6            |  |
|  |             | Peangtarn Plipuech | Peangtarn Plipuech | 4           | 4           |  |  | 9            | Laura Siegemund | Laura Siegemund | 0            | 3            |  |
|  | 9           | Laura Siegemund    | Laura Siegemund    | 6           | 6           |  |  |              |                 |                 |              |              |  |

### Sezione 6
|  | Primo turno | Primo turno       | Primo turno       | Primo turno | Primo turno |  |  | Ultimo turno | Ultimo turno      | Ultimo turno | Ultimo turno | Ultimo turno |  |
|  |             |                   |                   |             |             |  |  |              |                   |              |              |              |  |
|  | 6           | Caroline Dolehide | Caroline Dolehide | 6           | 6           |  |  |              |                   |              |              |              |  |
|  | WC          | Wu Ho-ching       | Wu Ho-ching       | 2           | 4           |  |  | 6            | Caroline Dolehide | 6(0)         | 6            | 3            |  |
|  |             | Lesley Kerkhove   | 6                 | 63          | 7           |  |  |              | Lesley Kerkhove   | 7            | 4            | 6            |  |
|  | 8           | Claire Liu        | 0                 | 7           | 5           |  |  |              |                   |              |              |              |  |